# María Martínez (cantante)

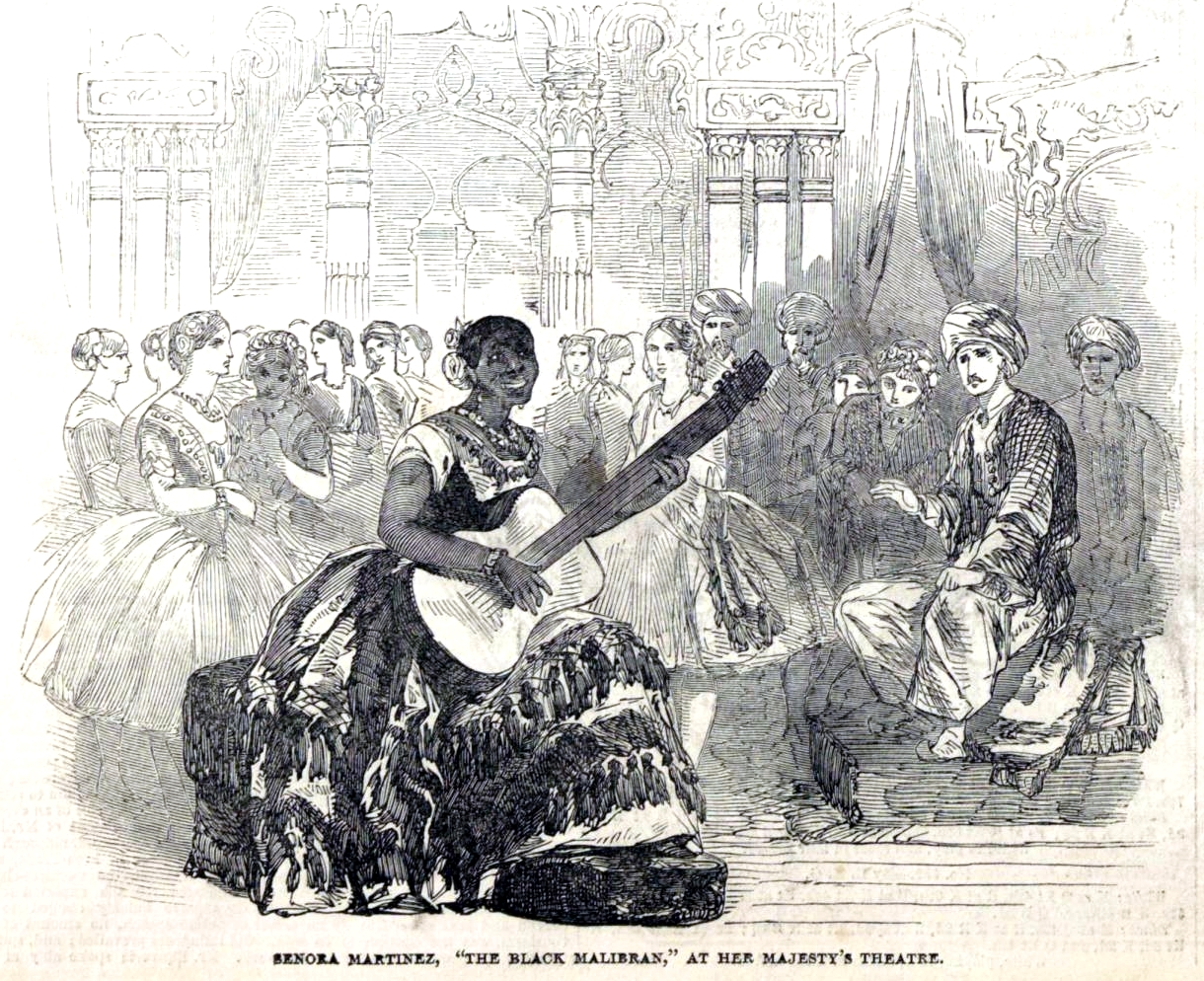
"Señora-Martinez The Black Malibran at Her Majesty's Theatre" como se muestra en The Illustrated London News, julio de 1850

Ana María Loreto Martínez (La Habana, 1820) fue una guitarrista y cantante cubana que actuó en España, Francia y el Reino Unido a mediados del siglo XIX. De origen cubano, se trasladó a Sevilla y estudió en el Real Conservatorio de Madrid. Se mostró ante las audiencias más destacadas en París y, más tarde, en Londres, en el Her Majesty's Theatre, dando lugar a  una importante cobertura de prensa.

## Biografía
Martínez nació en La Habana, Cuba, de padres negros libres. Su padre era ebanista, empleado en una tienda llamada "La Gamba". Sus habilidades musicales fueron reconocidas desde muy joven y pasó a formar parte de la familia del Intendente de La Habana, Don Francisco Aguilar, lo que le permitió educarse con sus hijas.
Aguilar, español de origen, regreso con su familia a España, y Martínez los acompañó, instalándose en Sevilla. Martínez se casó con el oficial del ejército cubano Don Mariano Morena, pero, más tarde, la pareja se vio obligada a abandonar Cuba tras enfrentarse a las autoridades cubanas.

## Carrera profesional
Martínez volvió a Sevilla, donde se dedicó a dar clases de guitarra para poder pagar su ingreso en el Real Conservatorio de Madrid. Martínez impresionó a la reina Isabel II de España, quien le otorgó una "pensión vitalicia" en 1848, aunque ésta se extinguió al cabo de dos años, en 1850, lo cual supuso para Martínez frecuentes problemas financieros. Más tarde, Martínez actuó en París con gran éxito.

### Londres, 1850
En julio de 1850, Martínez debutó en el Her Majesty's Theatre de Londres, con la comedia musical llamada Les Delices du Serail, ambientada en un serrallo. Tras subir el telón, un sultán se muestra divertido con los bailes de las odaliscas, cuando Martínez aparece "ataviada con un traje de rico satén color ámbar". Su debut en el teatro se vio retrasado dos veces, por el cierre del teatro como resultado de la muerte del príncipe Adolfo, duque de Cambridge, y por una ronquera vocal. The Times escribió que "las expectativas del público... no se vieron frustradas".
En Londres, Martínez se publicitó como la 'Black Malibran', en referencia a la cantante española María Malibrán. Edward Walford, escribiendo en Old and New London (1878) dijo que Martínez "cantaba pintorescas melodías españolas". El director de ópera Benjamin Lumley escribió en su Historia de la Ópera que las canciones de Martínez estaban "llenas de un encanto original, su era ejecución excelente, su voz dulce, pura y verdadera; pero toda la interpretación fue menor, casi hasta la escasez y, aunque bien podría considerarse como una curiosidad musical picante, no tuvo ningún poder real de atracción". The Illustrated London News describió su voz como "salvaje, pintoresca y elegante" con sus "cualidades dominantes" llenas de pintoresquismo y fuertes e inesperados contrastes" y describió su calidad vocal como "dulce y deliciosa". The Times escribió que su canto era "pintoresco y punzante, especialmente cuando parece dar rienda suelta a un flujo de espíritus". El Times escribió que "muchos aplausos" siguieron a cada canción, pero concluyó que "la aprobación y la desaprobación se dieron a partes iguales, dando como resultado que el estilo cubano de vocalización no conseguiera una sólida acogida en este país".
La carrera de Martínez fue comentada con frecuencia en relatos contemporáneos. The Illustrated London News escribió que "la fama de esta dama nos había llegado y, como una marca de progreso social en la 'raza negra', estaba para nosotros llena de un interés peculiar". The Times escribió que la aparición en uno de los palcos del Her Majesty's Theatre de "una dama de color ha dado mucho que hablar en los vestíbulos". Los relatos posteriores del siglo XIX sobre ella han propiciado un uso del lenguaje racista. En un capítulo titulado "La profanación del escenario" en el periódico Time, un escritor anónimo escribió que "la idea de la juglaría negra aún no se había sugerido" antes de que Martínez fuera presentada al "público de la ópera inglesa" tras un "gran estruendo de trompetas" y lamentó la aparición contemporánea de los Mastodon Minstrels.

### París, Francia

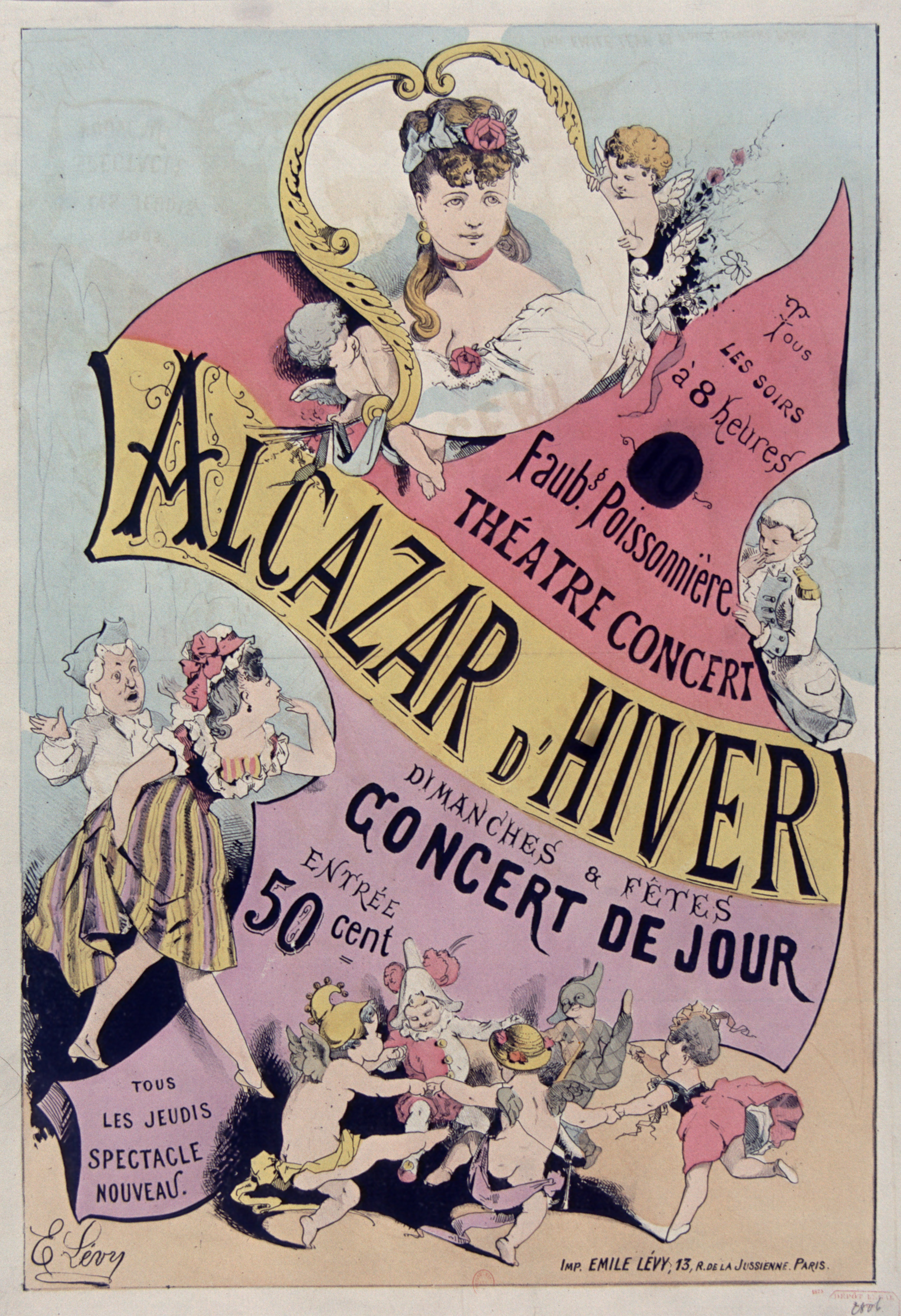
Cartel de una actuación de 1875 en el Alcázar d'Hiver

Martínez residió en Francia alrededor de 1858-1863. El escritor francés Théophile Gautier mantuvo correspondencia con Martínez mientras ella estaba en París a principios de 1850, maravillándose de "La Malibran" y recomendándola para varios teatros y óperas. Entre 1856 y 1859 Félix Nadar realizó una serie de fotografías de estudio de "Maria l'Antillaise", que se cree que son de María Martínez. Continuó luchando financieramente mientras actuaba y pasó de actuar en óperas y teatros a cafés, como en el Alcázar, en 10 rue Faubourg Poissonnière. Charles Baudelaire escribió sobre ella en una carta a Apollonie Sabatier: "¿Sabías que la desafortunada Sra. Martínez se paseaba por los cafés líricos y que cantaba hace unos días en el Alcázar?” No encontró el éxito de sus representaciones anteriores y regresó a España en 1863.